# Leda Gys

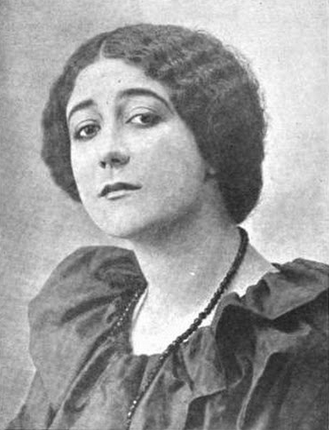
Leda Gys, en una publicación de 1917.

Giselda Lombardi, más conocida por su nombre artístico Leda Gys (10 de marzo de 1892-2 de octubre de 1957), fue una actriz de cine italiana que trabajó en películas mudas. El poeta Carlo Alberto Salustri le dio a la aspirante a actriz su nuevo nombre y la introdujo en el mundo del cine en 1913. Su primer papel fue en la película épica Christus, que se rodó en Palestina y Egipto. Después se casó con el productor Gustavo Lombardo y trabajó para su empresa Lombardo Films, con sede en Nápoles, apareciendo generalmente en comedias dirigidas por Eugenio Perego.

## Filmografía seleccionada
- Pierrot the Prodigal (1914)
- The Wedding March (1915)
- Christus (1916)
- Naples is a Song (1927)